# 大場建治
大場 建治（おおば けんじ、1931年7月2日 - ）は、英文学者、明治学院大学名誉教授、元学長。
新潟県生まれ。明治学院大学大学院中退。1960年明治学院大文学部助手、1963年専任講師、1967年助教授、1973年教授、1996年学長、2000年退任、名誉教授。シェイクスピアを専門とし、そのほか英国演劇全般について著書、翻訳多数。 

## 著書
- 『ロンドンの劇場』研究社出版 1975
- 『シェイクスピア劇の背景』ありえす書房 1980
- 『シェイクスピアへの招待』東京書籍（東書選書）1983
- 『英国俳優物語 エドマンド・キーン伝』晶文社 1984
- 『シェイクスピア・プロムナード 芝居の見どころ聞きどころ』大修館書店 1988
- 『シェイクスピアの贋作』岩波書店 1995
- 『シェイクスピアを観る』岩波新書 2001
- 『シェイクスピアの墓を暴く女』集英社新書 2002
- 『シェイクスピアの翻訳』研究社 2009
- 『銀幕の恋　田中絹代と小津安二郎』晶文社、2014

### 共編著
- 『変容を生きる作家たち 十七世紀初頭のシェイクスピア・ジョンソン・ダン』秋葉隆三、新谷忠彦共著 研究社出版 1997
- 『シェイクスピア大事典』荒井良雄, 川崎淳之助共編 日本図書センター 2002

### 翻訳・注解
- シェイクスピア『ヘンリー六世 第2部』（小津次郎共訳） 世界古典文学全集 筑摩書房 1966
- クリアンス・ブルックス『悲劇の系譜 ソポクレスからエリオットまで』赤川裕共訳 至誠堂 1968
- シリル・ターナー『復讐者の悲劇 エリザベス朝戯曲選集第5』悠久出版 1969
- 『エリザベス朝演劇集』小津次郎、小田島雄志編 筑摩書房 1974
- ベン・ジョンソン『錬金術師』南雲堂（エリザベス朝戯曲名作選）1975
- チャールズ・ラム、メアリー・ラム『シェイクスピア物語』旺文社文庫 1977
- 『ホーム/ファーム デイヴィッド・ストーリー戯曲集』新水社 1986
- 『大修館シェイクスピア双書　ジュリアス・シーザー』（編注）大修館書店 1989
- 『ベン・ジョンソン戯曲選集 2 古ぎつね ヴォルポーネ』国書刊行会 1991
- 『ベン・ジョンソン戯曲選集 5 浮かれ縁日-バーソロミュー・フェア』井出新共訳 国書刊行会 1992
- ジョン・M・シング『シング選集　西の国の伊達男 海へ騎りゆく者たちほか』恒文社　2002
- シェイクスピア『じゃじゃ馬馴らし』岩波文庫 2008
- 『対訳・注解　研究社シェイクスピア選集』

　  『マクベス』2004
『ハムレット』2004
『リア王』2005
『ヴェニスの商人』2005
『ジューリアス・シーザー』2005
『真夏の夜の夢』2005
『ロミオとジュリエット』2007
『宴の夜』研究社 2007
『オセロー』2008
『あらし』研究社 2009